# Anna Hubáčková
Anna Hubáčková (ur. 6 września 1957 w Hodonínie) – czeska polityk, urzędniczka, inżynier i działaczka samorządowa, senator, od 2021 do 2022 minister środowiska.

## Życiorys
W 1981 ukończyła gospodarkę wodną i budownictwo wodne w wyższej szkole technicznej VUT w Brnie. W 1995 została absolwentką studiów z zakresu samorządu terytorialnego na Uniwersytecie Masaryka. W latach 80. pracowała w regionalnym przedsiębiorstwie wodociągów i kanalizacji. Później była urzędniczką i następnie kierownikiem wydziału ochrony środowiska w administracji powiatu Hodonín, odpowiadała też za inwestycje w przedsiębiorstwie Vodovody a kanalizace Hodonín. W latach 2001–2014 kierowała wydziałem środowiska w administracji kraju południowomorawskiego.
W latach 2014–2018 była radną i burmistrzem miejscowości Ratíškovice. W 2016 jako bezpartyjna kandydatka rekomendowana przez KDU-ČSL została wybrana do Senatu, pokonując w drugiej turze głosowania socjaldemokratę Zdenka Škromacha. W 2020 uzyskała ponadto mandat radnej kraju południowomorawskiego.
W grudniu 2021 objęła stanowisko ministra środowiska w nowo powołanym rządzie Petra Fiali. Ustąpiła z tej funkcji w październiku 2022, kończąc urzędowanie w następnym miesiącu.